# Colville (fiume)
Il Colville è un fiume degli Stati Uniti d'America che scorre in Alaska, dove ha le sorgenti sui Monti Brooks.
Il fiume, lungo 563 km, è uno dei più grandi tra quelli che sfociano nel Mare di Beaufort. Si trova nel Borough di North Slope